# Az MTK olimpiai bajnokainak listája
Az alábbi személyek az MTK (1952-ben Bp. Bástya, 1976-ban MTK-VM) sportolójaként nyertek olimpiai bajnoki címet.
| Halmay Zoltán    | úszó        | 1904 – 2 aranyérem |
| Weisz Richárd    | birkózó     | 1908               |
| Homonnai Márton  | vízilabdázó | 1932, 1936         |
| Keserű Ferenc    | vízilabdázó | 1932               |
| Brandi Jenő      | vízilabdázó | 1936               |
| Hazai Kálmán     | vízilabdázó | 1936               |
| Papp László      | ökölvívó    | 1952               |
| Hódos Imre       | birkózó     | 1952               |
| Antal Róbert     | vízilabdázó | 1952               |
| Hidegkuti Nándor | labdarúgó   | 1952               |
| Kovács Imre      | labdarúgó   | 1952               |
| Lantos Mihály    | labdarúgó   | 1952               |
| Palotás Péter    | labdarúgó   | 1952               |
| Zakariás József  | labdarúgó   | 1952               |
| Török Gyula      | ökölvívó    | 1960               |
| Dunai Lajos      | labdarúgó   | 1968               |
| Sárközi István   | labdarúgó   | 1968               |
| Tordasi Ildikó   | vívó        | 1976               |
| Storcz Botond    | kajakozó    | 2000 – 2 aranyérem |
| Kovács Katalin   | kajakozó    | 2004, 2008         |